# 堂本印象
堂本 印象（どうもと いんしょう、1891年〈明治24年〉12月25日 - 1975年〈昭和50年〉9月5日）は、日本画家。帝室技芸員。日本芸術院会員。本名：堂本三之助。

## 略歴
1891年（明治24年）12月25日、京都府京都市出身。
1910年（明治43年）京都市立美術工芸学校（現・京都市立銅駝美術工芸高等学校）を卒業後、西陣織の図案描きの仕事をしていたが、日本画家を志して京都市立絵画専門学校（現：京都市立芸術大学）に入学。
1924年（大正13年）京都市立絵画専門学校研究科修了。
1919年（大正8年）、帝展初出展作「深草」が入選した。帝展第3回展では「調鞠図」で特選、第6回展に出展した「華厳」は帝国美術院賞を受賞するなど第一級の日本画家として認められた。
1936年（昭和11年）京都市立絵画専門学校教授に就任。翌年の1937年（昭和12年）には、この年から始まった新文展の審査員に就任した。
1940年（昭和15年）ごろには、新造される戦艦大和に大和神社の分霊を祭るために海軍が奈良県に発注した日本画の製作依頼を受け「戦艦大和守護神」を描く。堂本には建造中の新戦艦に納められることは知らされなかった。奈良県の大和神社の神殿を描いたこの日本画は戦艦大和の艦長室に祭られるが、沖縄への海上特攻前に大和から降ろされ、現在は海上自衛隊第1術科学校教育参考館が収蔵している。
1944年（昭和19年）7月1日に帝室技芸員に、1950年（昭和25年）に日本芸術院会員となる。1951年（昭和26年）2月27日には、新たに日本芸術院会員になった者が皇居に招かれたが、堂本は病気を理由に欠席した。
1975年（昭和50年）、心不全のため死去。没日付で従三位に叙せられる。
また、私塾東丘社の主催者として、画壇の指導者としても活躍した。
戦後は抽象表現や障壁画の世界にも活躍の場を広げ、国際展覧会に多くの作品を出展するなど国際的にも活躍。1963年（昭和38年）、大阪カテドラル聖マリア大聖堂に壁画『栄光の聖母マリア』を描く。1973年（昭和48年）にはローマ教皇パウロ6世の委嘱により、バチカン美術館に飾る『母と子』を制作（翌1974年完成）。聖シルベストロ教皇騎士団勲章大十字章を受章した。

## 賞詞・栄典
- 文化勲章（1962年〈昭和37年〉）
- 文化功労者 （1962年〈昭和37年〉）
- 密教学芸賞
- 京都市名誉市民（1973年〈昭和48年〉）[6]。
- 従三位（1975年〈昭和50年〉）

## 個人美術館
- 京都府立堂本印象美術館

## 主な作品
- 『訶梨帝母』（1922年）　京都国立近代美術館
- 『瑞彩』 耕作（1924年）　宮内庁三の丸尚蔵館
- 『木華開耶媛』1929年）　京都府立堂本印象美術館
- 『蒼龍』（1933年）　東福寺本堂・・・小僧達が墨を擦り、箒の様な大筆を用いて１７日程で描き上げた
- 『瓜・西瓜』（1934年）　東寺（教王護国寺）
- 『水郷欲雨』（1935年）　京都市美術館
- 『柳に鷺』（1935年）　信貴山成福院
- 『柳樹と流水』（1936年）　醍醐三宝院
- 高野山根本大塔壁画（1936～1943年）
- 四天王寺宝塔壁画（1939~1943年）1945年大阪大空襲で焼失。
- 『朝顔』（1942年）　東京国立近代美術館
- 『新聞』（1950年）　京都国立近代美術館
- 『聖徳太子憲法御宣布』（1951年）　最高裁判所大法廷の壁画。現在は公開停止。
- 『婦女喫茶』（1958年）　智積院宸殿
- 『規範への抵抗』（1960年）　京都国立近代美術館
- 『栄光の聖母マリア』（壁画）（1962年）　大阪カテドラル聖マリア大聖堂
- 『遍界芳彩』（1969年）　西芳寺（苔寺）西来堂
- 『香雲満堂』（1971年）　法然院望西閣
- 『静風自来』（1971年）　法然院方丈
- 『兎春野に遊ぶ』　京都府立堂本印象美術館　（1999年 特殊切手「切手趣味週間」図案）

### 木版画
- 『印象仏画集』(1940年)  ※西宮書院版
- 『弥勒仏』(1943年)  ※西宮書院版(彫師・米田新太郎、摺師・光本嘉一)、限定200部
- 『乾闥婆』 ※西宮書院版(彫師・米田新太郎、摺師・光本嘉一)、限定200部
- 『薬師如来浄土』(1944年)  ※京都版画院版
- 『聖女観音』 ※京都版画院版、限定200部
- 『観音菩薩』 ※京都版画院版
- 『コップの花』 ※芸艸堂版

## 兄弟、親族
- 堂本寒星 - 長兄、演劇評論家。
- 堂本漆軒 - 次兄、漆芸家。
- 堂本四郎 - 弟。印象の画集を編集するなどしている。
- 堂本元次 - 寒星の養子、日本画家。
- 堂本阿岐羅 - 漆軒の息子、日本画家。
- 堂本尚郎 - 四郎の息子、洋画家。

## 弟子
- 三輪晁勢[7] ‐ 印象の妹と結婚
- 山本倉丘[7]
- 堂本元次[7]
- 岩澤重夫[7]
- 山本茂斗萌[8][9]
- 中尾英武[8][9]